# Gabriele Prinzessin zu Leiningen

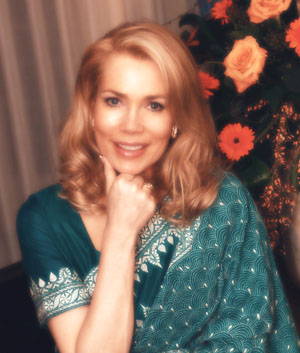
Bild der damaligen Begum Aga Khan (vor 2006)

Gabriele Renate Inaara Prinzessin zu Leiningen (* 1. April 1963 als Gabriele Homey in Frankfurt am Main, später Gabriele Thyssen) ist eine deutsche Frau, die von 1998 bis zur rechtskräftigen Scheidung 2014 die Ehefrau von Karim Aga Khan IV. war. In dieser Zeit trug sie den Titel Begum Aga Khan, seit 2014 trägt sie wieder ihren vorherigen Namen Gabriele Prinzessin zu Leiningen.

## Leben
Prinzessin zu Leiningen wurde am 1. April 1963 als Tochter von Renate Kerkhoff  und Helmut Friedhelm Homey als Gabriele Renate Homey in Frankfurt am Main geboren. Nach der Adoption durch ihren Stiefvater Bodo Thyssen (Enkel von Joseph Thyssen) führte sie dessen Familiennamen.
Nach Abschluss ihrer Schulausbildung an der Schule Schloss Salem und der École des Roches studierte Gabriele Thyssen Rechtswissenschaften an der Ludwig-Maximilians-Universität München und der Universität zu Köln, wo sie beide Staatsexamen ablegte. Sie promovierte 1990 zum Thema Der strafrechtliche Schutz des Geschäfts- und Betriebsgeheimnisses in den USA unter besonderer Berücksichtigung des Bundesrechts und des Rechts des Staates New York.
Während ihres Studiums arbeitete Gabriele Thyssen als Assistentin der Geschäftsleitung im Unternehmen ihrer Mutter, der Wienerwald-Gruppe, und später für eine deutsche Wirtschaftskanzlei.
Im Jahre 1991 heiratete Gabriele Thyssen Karl-Emich Prinz zu Leiningen (* 1952), was zur Folge hatte, dass ihr Ehemann durch seinen Vater vom Erbe ausgeschlossen wurde, und einen Rechtsstreit nach sich zog, der schließlich vom Bundesverfassungsgericht entschieden werden musste. Nach der Geburt ihrer Tochter im April 1992 wurde Gabriele Prinzessin zu Leiningen Beraterin der UNESCO in Paris für Gleichstellungsfragen und gegen Diskriminierung von Frauen.
Nachdem die Ehe mit Prinz zu Leiningen 1998 geschieden worden war, heiratete Gabriele Prinzessin zu Leiningen im Mai desselben Jahres Karim Aga Khan IV., den 49. Imam der Ismailiten, und trug während der Ehe den Titel Begum Aga Khan. Vor ihrer Eheschließung mit dem Aga Khan konvertierte sie zum Islam. Gemeinsam wählten sie den islamischen Namen „Inaara“ (von arabisch nūr = „Licht“). Im März 2000 wurde ihr Sohn Aly Muhammad Aga Khan geboren. 2004 trennte sich das Paar.
Im März 2014 wurde die Ehe mit Karim Aga Khan in Frankreich geschieden, nachdem der Cour d’appel de Paris die Scheidungsvereinbarung bestätigt hatte. In einer gemeinsamen Erklärung äußerte Gabriele unter anderem, dass sie nach der Scheidung wieder ihren früheren Namen Prinzessin zu Leiningen führen werde.

## Sonstige Aktivitäten
Unter dem Pseudonym Gina Boys nahm sie 1986 an der deutschen Vorentscheidung für den Eurovision Song Contest teil und trug dort unter anderem mit Wolfgang Heichel als Gruppe That’s Life den von Ralph Siegel komponierten Titel Telefon vor, mit dem sie auf dem zwölften und letzten Platz landete.